# Щаслива пора
«Щаслива пора» (англ. Happiest Season) — американський романтично-комедійний фільм, написаний та зрежисований Клеа ДюВалл, з Крістен Стюарт та Маккензі Девіс у головних ролях. 
Прем'єра фільму відбулася 25 листопада 2020 року в США на платформі Hulu, світова прем'єра — 26 листопада (Sony Pictures Releasing International та Entertainment One); прокат в Україні — з 31 грудня. Фільм здобув позитивні відгуки критиків.

## Сюжет
Молода жінка Еббі планує зробити пропозицію своїй дівчині Гарпер під час щорічного свята у гостях в її сім'ї, та дізнається, що її кохана все ще не розповіла своїм консервативним батькам про те, що вона лесбійка.

## У ролях
| Актор            | Роль                |
| ---------------- | ------------------- |
| Крістен Стюарт   | Еббі                |
| Маккензі Девіс   | Гарпер              |
| Елісон Брі       | Слоун               |
| Ден Леві         | Джон                |
| Обрі Плаза       | Райлі               |
| Мері Стінберґен  | Тайппер мама Гарпер |
| Віктор Ґарбер    | Тед тато Гарпер     |
| Ана Ґастейер     | -                   |
| Берл Мозелі      | Ерік                |
| Сараю Блу        | Керолін             |
| Джейк Мак-Дорман | -                   |
| Мері Голланд     | Джейн               |
| Девід Мазуз      | Оллі                |

## Виробництво

### Розробка
У квітні 2018 року TriStar Pictures придбала права на розповсюдження фільму «Щаслива пора» у всьому світі, який зрежисує Клеа ДюВалл (її режисерський дебют) та також напише сценарій до нього спільно з Мері Голланд, фільм буде продюсований Марті Бовеном й Ісааком Клауснером через їхню студію Temple Hill Entertainment та за умови фінансування програми Entertainment One, яка також виступить дистриб'ютором фільму у Великій Британії та Канаді. В інших країнах фільм розповсюджуватиметься за допомогою дистрибуції студії Sony Pictures через її лейбл TriStar Pictures.

### Кастинг
У листопаді 2018 року Крістен Стюарт була підписана на роль у фільмі, Макензі Девіс приєдналась до акторського складу фільму в січні 2019 року. Каст решти акторів був завершений у січні 2020 року з доповненням таких акторок та акторів як: Мері Стінберген, Віктор Ґарбер, Елісон Брі, Обрі Плаза та Ден Леві.

### Фільмування
Основний знімальний процес розпочався 21 січня 2020 року у містах Піттсбург та Севіклі (штату Пенсільванія, США) та закінчився 28 лютого 2020 року.
Знімальна група
- Кінорежисерка — Клеа ДюВалл[en]
- Сценаристки — Клеа ДюВалл[en], Мері Голланд[en]
- Кінопродюсери — Марті Бовен, Ісаак Клаузнер
- Композиторка — Леслі Барбер[en]
- Кіномонтаж — Меліса Бретертон
- Кінооператор — Джон Ґалесеріан[en]
- Кастинг — Річ Делія
- Художниця-постановниця — Тереза Ґалесеріан
- Артдиректорка — Меґґі Шрмаян
- Художниця-декораторка[en] — Шанна Воршем
- Художниця-костюмерка — Кетлін Фелікс-Гаґер

## Випуск
Старт прокату стрічки у кінотеатрах більшості країн світу запланований на 19 листопада 2020 року. Прем'єра фільму у США була запланована на 20 листопада 2020 року, проте у січні 2020 року, зі стартом фільмування, була перенесена на 25 листопада 2020 року. В Україні фільм розповсюджуватиме дистриб'ютор B&H Film Distribution Company, прем'єра — 31 грудня 2020 року.